# Ginoria americana
Ginoria americana là một loài thực vật có hoa trong họ Lythraceae. Loài này được Jacq. mô tả khoa học đầu tiên năm 1760.